# 空想労働シリーズ サラリーマン
『空想労働シリーズ サラリーマン』（くうそうろうどうシリーズ サラリーマン）は、RKB毎日放送（RKBラジオ）にて2023年8月から放送されている昭和特撮風ラジオドラマのシリーズ作品。
本稿では便宜上、第1期である『空想労働シリーズ サラリーマン』と『あけましてサラリーマン』を「S1」、第2期である『帰りたいサラリーマン』を「S2」、第3期である『サラリーマンBLACK』を「S3」の略称で表記する。

## 概要
RKB毎日放送のアナウンサーで、大の特撮ファンである冨士原圭希の企画、脚本、演出、編集によるラジオドラマで、1971年に特撮テレビ番組として企画されていた番組のパイロット版という体裁が取られている。

### 概要（S1）
2023年8月22日から10月10日まで『空想労働シリーズ サラリーマン』が冨士原がパーソナリティを務めるRKBラジオのワイドバラエティ番組『カリメン』火曜日内でフロート番組として放送された（全8話）。
2024年1月2日には同局の新春特別番組『正月deR。』内にて正月特別新篇『あけましてサラリーマン』が放送された（全1話）。この放送の直前にはサラリーマン全話の再放送、放送直後にはラジオドラマの音楽をプロデュースした松隈ケンタによる劇中音楽の「サラリーマン音楽の世界」、本作と同じく「1970年代に放送された巨大ヒーロー物の特撮作品」という体裁でNHK教育テレビジョンにて放送された『タローマン』の監督である藤井亮と冨士原による「タローマン対サラリーマン 監督対談」が放送された。
2024年5月31日、第61回ギャラクシー賞のラジオ部門優秀賞を、同年6月6日に第50回放送文化基金賞のラジオ部門優秀賞を受賞。W受賞を記念し同年6月15日に全8話が再放送され、続編の制作が発表された。
2024年9月19日、日本民間放送連盟賞のラジオエンターテインメント「優秀」を受賞。

### 概要（S2）
2024年8月24日から10月12日まで毎週土曜7時 - 7時30分に続編となる『帰りたいサラリーマン』（かえりたいサラリーマン）が同局で放送された（全8話）。S1では『カリメン』内での放送であったが、続編ではミニコーナーの「サラリーマン体操第2」（ラジオ体操のパロディー）、冨士原の出演声優へのキャストインタビューと合わせ、単独番組として放送されている。
2024年9月30日に漫画家の村枝賢一により「帰りたいサラリーマン」がコミカライズされることが公式Xで発表された。

### 概要（S3）
2025年8月24日から毎週日曜23時 - 23時15分に第3期となる『サラリーマンBLACK』（サラリーマンブラック）が同局で放送されることが情報解禁された（全8話予定）。
ラジオドラマの放送に先立ち、応援番組として2025年7月6日から同局で『関智一・冨士原圭希の変身ラジオ』が放送された。同年7月27日にはウルトラシリーズの平成三部作でデザインを担当した丸山浩によるメインビジュアルが公開され、同年8月10日には公式YouTubeチャンネルで第3期の出演キャストが発表された。

## 制作背景
2023年2月、RKB毎日放送のラジオ局長にあたるオーディオコンテンツセンター長の山田悦二から「特撮好きだったよね?ラジオならお金かからないから、何かやってみたら?」と提案された冨士原は、通常のテレビとラジオのアナウンサー業務と並行して本作の企画・脚本・演出・編集・キャスティング・営業、さらには主題歌の歌唱や主役のサラリーマンの声を兼務し、本作の制作にあたっている。また、放送終了後もグッズ販売会や自社イベント、「博多どんたく」での写真撮影会の催しでスーツアクターも務めるなど、本作品のコンテンツを展開している。

## ストーリー
空想労働シリーズ サラリーマン
昭和98年（≒令和5年）、高度経済成長で労働人口が9割を超えた日本に、突如会獣という脅威が現れ、労働者たちは蹂躙される。RKB（労働環境防衛保障）が対抗するも絶体絶命の危機に陥る中、突如としてサラリーマンと名乗る巨人が現れる。彼はプロレタリア星から来た外星人で、残業時間などの制約を抱えつつも、労働者を守るためにRKBとともに会獣と戦う。
帰りたいサラリーマン
昭和99年（≒令和6年）、高度経済成長で日本の労働人口は9割を超えるが、初めての停滞期を迎えていた。そんな中、1年ぶりに現れた会獣に対抗するRKBは、経費削減の影響で戦力不足に陥っていた。一方、体を「社宅」として借りたいとサラリーマンから要望された平凡な会社員ヤマダはその願いを受け入れ、サラリーマンに変身しRKBとともに会獣と戦う。
サラリーマンBLACK
昭和100年（≒令和7年）、高度経済成長の果てに労働人口が9割を超えた日本でプロレタリア星の指揮監督のもと「労働憲章」の制定が進む中、「労働博覧会」を突如として会獣が襲撃する。毎日商事に転職した元サラリーマンのヤマダは、同僚ユメコと逃げ延びながら、ただ平穏な日常を望み、国の変化に無関心である胸の内を明かす。そんな彼の前に、過重労働をものともしない失われたモーレツ社員の残影をまとった漆黒の巨人、サラリーマンBLACKが現れる。

## 登場人物

### 主人公
ヤマダ
サラリーマンの変身者。 S2から登場。平凡な家庭に育った平凡な会社員であったが、プロレタリア星から来たサラリーマンに「心が空っぽでいい物件」ということで「社宅」として体を貸すことになる。その後RKBに転職し中途採用される。会獣が出現するとサラリーマンの意思で出現場所まで勝手に体が動いて移動し「至急、変身願います」と上司に許可を得たうえでサラリーマンに変身する。

### RKB
隊長、熱血隊員、ひょうきん隊員、ヒロイン隊員
労働者を会獣から守るために設立された特別企業RKB（労働環境防衛保障）極東基地の隊員たち。

オペレーター
本部からの入電で会獣が出現したことを隊員たちに伝達する。

マツクマ博士
城南大学労働科学研究所の所長。RKBの頭脳。会獣を退治するためにローズ爆弾や対会獣打球型軽量化爆弾（通称ゴルフボール）、プラズマ式マイナスエネルギー反転装置「社内カウンセラー」などを開発する。

会社犬オフコース（）
RKBの参謀。 S2から登場。長官の命令を伝達する中間管理職。参謀になるまで30年会社に従う内に、文字通り「会社の犬」となっている。臆病な自尊心と尊大な羞恥心を持つ。

### 周辺人物
一匹狼のコジロー （S1）/ 用心棒のコジロー（S2）
口笛とともに颯爽とバイク「ロンリーウルフ」で登場し、会獣の攻撃でピンチに陥ったサラリーマンを槍型の必殺武器「フリーランス」で加勢するフリーランスの男。S2では一匹狼から用心棒を名乗るようになる。サラリーマンに「さっさと会社なんて辞めちまえ」と訴える。ヤマダがサラリーマンに変身していることを知っている。

ヨーコ
ヤマダのガールフレンド。S2から登場。シゲルの姉でごく平凡な女性。「待って、行かないで!ヤマダさぁぁん!!」となにかとヤマダを引き止める。

シゲル
ヨーコとは年の離れた弟。S2から登場。働いていない代表。無邪気な言葉が、ときに核心を突く。

### 街の人々
社長、イエスマン（S1） / 秘書（S2）
出現した会獣に会社を壊されてしまい「うちの本社がぁーーッ!!（社長）」「社長ぉ〜〜〜（イエスマン）」というのがお約束。S2では社長と秘書のコンビとなり「新社屋がぁーーッ!!（社長）」「社長ぉ〜〜〜（秘書）」と言うお約束に変化する。
マイホーム妻、ローン夫（S1） / ホケン夫（S2）
出現した会獣にマイホームを壊されてしまい「あなたマイホームが!（妻）」「まだローン返してないのに（夫）」と言うのがお約束。S2では「あなたマイホームが!（妻）」「保険入っててよかった（夫）」「もしもが来たのね!（妻）」というお約束に変化する。
逃げ惑う人
会獣が出現すると逃げ惑う。

### その他
種蒔く男
ニセ・サラリーマンに敗れたサラリーマンに「あんたは何のために働くんだ」と問いかける農夫。S2第8話では、サラリーマンジンジに解雇されたサラリーマンが、地球の労働者たちの小さな一つ一つの光が集まり大きな光に包まれる様子を眺め「稲穂が実ったか」とつぶやく。
プロフェッサーH（）
謎多き労働研究の第一人者。 S2から登場。城南大学を首席で卒業した知能指数600の天才科学者。富士山頂に住み世を捨て、ひとり労働と向き合っている。

会獣（）
会社の獣。労働者にとっての問題やマイナスエネルギーが実体化したもの。単純な「悪」でなく、サラリーマンの悲哀を背負っている。

## 登場するサラリーマン

### サラリーマン
株式惑星プロレタリア星からやってきた労働者の味方。労働の巨人。地球営業所に出張中。掛け声は「シュッシャ!」「キュウヨ!」「ザンギョウ!」「オツカレシタ!」など。地球上での就業時間は1分しかなく、定時を過ぎると残業ランプが点灯する。日曜日に働くと休日出勤で常に時間外となるため、すぐに残業ランプが点灯する。S2で1年ぶりに地球にやってきてヤマダの体を社宅として借り、彼の意思と関係なく会獣が出現した場所まで移動、上司（課長→部長）に「至急、変身願います」と許可を得たうえでサラリーマンに変身、巨大化する。

#### 制作
ラジオドラマであるが、ラジオに興味がない人がビジュアルイメージから興味を持ちラジオが盛り上ることを考慮し、サラリーマンのスーツが制作されており、後述のパイロット・フィルムやイベント、コラボレーション企画などで使用されている。

#### デザイン
デザイン原案は本番組の美術を担当した小田啓典。ネクタイの意匠があしらわれ、マスクにクロスのデザインが施されているが、これは「会社員＝没個性」の象徴としてデッサンの十字線がイメージされている。

#### 形態
ユニオン・サラリーマン
解雇されたサラリーマンが、団結した労働者の光に包まれ復活した姿。サラリーマンの最強形態で、太陽さながらの輝きを放つ。

#### 技（サラリーマン）
ストライキ光線
「ストライキ51元素」で構成される日々のエネルギーを一気に放出する強力な光線。圧力が増すほど威力が上がるサラリーマンの切り札で、当然の権利。
メイショット
名刺型の弱い光線で、挨拶代わりに使われる。多く撃てるが威力は低く、時々切らしてしまう。
ハグルマ光輪
歯車型の打撃技で、当たると鈍い音がする。役割を果たすべく回転するが、簡単に弾かれてしまう。
サラリーバリヤー
「オウムガエシッ」の掛け声で作り出す、攻撃を反射する光の防御壁。都合の悪いことから身を守る。
タイ・ブレード
胸のネクタイマークから出現するネクタイ型の巨大剣。大剣、小剣の2本あり、ネクタイを締めるように容易に会獣を切断する。

#### 技（ユニオン・サラリーマン）
ユニオン・ストライキ光線
ユニオン・サラリーマンが、団結した労働者とともに放つ最強光線。ユニオン化したことで威力を遥に増大させている。

### サラリーマンケイリ
S1第5話に登場。プロレタリア星から来たもう1人のサラリーマン。掛け声は「ケイリ!」「タイシャ!」。兄弟会獣ダカエン、ヤスエンの攻撃に力尽きたサラリーマンに加勢し必殺技のコストカッターで1体を倒し、サラリーマンに給与エネルギーを与え共闘を呼びかけるが、定時がきたため引き返す。

#### 技（サラリーマンケイリ）
コストカッター
兄弟会獣の1体を一撃で倒した必殺技。

### サラリーマン上司
S1第8話・S2第7話に登場。地球での過重労働が問題となっているサラリーマンをプロレタリア星本社に引き戻すため、労働法が適用されないロボットのニセ・サラリーマンに働いてもらい、サラリーマンにはもう働かなくてもよいと通知する。サラリーマンが暴君会獣ヤツアタルンガの攻撃を受け続けた際に現れたときには「無理をしてはいけない」とだけ告げ、助けに来た体裁だけ作りプロレタリア星に引き返す。

### サラリーマンジンジ
S2第8話に登場。プロレタリア星から来た最強の社員。カイ光線を放ち、どこにでもいどうできる。ただ経済成長を求め個人の幸福を置き去りにした結果、働くほどに生きづらく歪な地球の労働を指摘し、全てを1から作り直すため、地球の労働者を粛清するのでプロレタリア星に引き返すようサラリーマンに業務命令を伝える。だが帰る場所が無くなることを覚悟のうえ、個人の意思として業務命令に反対するサラリーマンと対立し、成層圏で人事権を行使しカイ光線をサラリーマンに放ち解雇する。地球に落下し傷ついたサラリーマンを見て不当解雇に物申すべきだとRKB隊員たちが主張しているところにプロフェッサーHが現れ、「我々に残された唯一の武器それは団結だ」と陣頭指揮を執りストライキを決行され、地球の労働者たちの小さな一つ一つの光が集まり、大きな光に包まれたサラリーマンは、ユニオン・サラリーマンとして復活。労働者とともに放ったユニオン・ストライキ光線と、ジンジが放ったカイ光線が交錯し、拡大する光の中に消えたふたりは行方不明となる。その後、プロレタリア星と地球で労働協定が結ばれることになり地球の労働者は救われる。

#### 技（サラリーマンジンジ）
カイ光線
必殺技。業務命令に従わなかったサラリーマンに向けて放たれ、人事権を行使しサラリーマンを解雇する。

### サラリーマンの母
S2第8話に登場。ヤマダ（サラリーマン）の夢の中に現れ、「大きくなったら、ヒーローになるの？」と呼びかける。

## RKB
RKB（アールケービー）の正式名称は「労働環境防衛保障」。労働者を会獣から守るために設立された特別企業。人件費の確保のために防衛費を削っている。隊長、熱血隊員、ひょうきん隊員、ヒロイン隊員から構成される会獣専任部隊を擁する。参謀連中は高給取り。福利厚生が手厚いが、前日から残業が続くときがある。

### 装備

#### 銃器類・特殊装置
RKBガン
ローズ爆弾を発射する銃器。
ローズ爆弾
バラの色素を用いた対会獣ペンシル型色素定着爆弾。透明会獣ショウライの姿が見えるようにマツクマ博士が開発する。
対会獣打球型軽量化爆弾
ギガトン会獣ストレスドンを退治するためにマツクマ博士が開発した爆弾。通称ゴルフボール。全国から招集されたストレスをため込んだ労働者たち（打ちっぱなし部隊）によりゴルフクラブを使って打ち込まれる。
プラズマ式マイナスエネルギー反転装置「社内カウンセラー」
ネガティブな発言をポジティブに言い換える特殊装置。騒音会獣スピーガーに罵詈雑言で心を追いめられたサラリーマンを立ち直らせるために使用される。

#### 車両
乗用車
RKB隊員の陸上移動用車両。

#### 航空機
航空戦闘機
会獣を攻撃するミサイルが搭載されているが、S2では経費が削られ弾数が減らされている。
ロケット
宇宙パトロール用のロケット。昭和98年の大晦日に宇宙パトロールでヒロイン隊員とひょうきん隊員が搭乗しており、巡行中に会獣の酒場で忘年会を開く会獣とサラリーマンに遭遇する。

## 会獣・会人・星人

### 会獣・会人・星人（S1）
尻尾会獣 ロングテール
第2話に登場。200メートルの長い尻尾を持つ会獣。尻尾を相手に巻き付け、締め付けて攻撃する。「長いものには巻かれろ」という精神で尻尾に巻かれたサラリーマンを一匹狼のコジローがフリーランスで尻尾を切って助け出し、最後はサラリーマンのストライキ光線で退治される。

巻貝会獣 サザエデス
第3話に登場。かたい殻を持ち、日曜日のおわりをつげる。日曜日が終わる絶望感でサラリーマンを苦しめるが、操っていたリフ人をサラリーマンが握りつぶしたことで、最後はストライキ光線で退治される。

異次元人 リフ人
第3・6話に登場。社会に巣くう異次元人。第3話でサザエデスを操る。膨れるノルマ、不当な評価や言いがかり、八つ当たりでサラリーマンを苦しめる。力はないが頭がよく、何度でもよみがえり、第6話ではショウライを操り労働者たちを苦しめる。

二面会獣 オベッカ―
第4話に登場。顔が2つあり片方はニコニコしてるがもう片方は猛烈に怖い顔をしており、くるくると顔を入れ替える。裏表が激しく自分を見失っている。顔色を伺う自分たちと似ているとRKBの隊員たちに同情されると、サラリーマンに成層圏を超えた「空気がない」宇宙空間に連れていかれ、ここなら空気を読む必要はないと言われると、元の小さな生き物に戻る。

兄弟会獣 ダカエン、兄弟会獣 ヤスエン
第5話に登場。海を越えてやってきた兄弟会獣。角をつきあわせて嵐を起こし、日本をふきょうにする。二人掛かりの攻撃にサラリーマンも力尽きようとするが、サラリーマンの「給与エネルギーをくれ!」の呼びかけに応じ現れたサラリーマンケイリのコストカッターで1体が退治され、給与エネルギーを与えられベースアップに喜ぶサラリーマンのストライキ光線に残る1体も退治される。

不透明会獣 ショウライ
第6話に登場。とくしゅな電磁波で姿を消し、みんなを不安にさせる。不透明な将来に戦意を喪失したサラリーマンの前に真に将来が不安な一匹狼のコジローが現れ、ショウライを操っていたリフ人の残党をフリーランスで倒すと、ショウライの姿が少し見えるようになったことから、マツクマ博士が開発したローズ爆弾がRKBガンで撃ち込まれる。最後はバラ色に染まったことからストライキ光線が放たれ退治される。

ギガトン会獣 ストレスドン
第7話に登場。ストレスを吸って重くなり、軽くなると風船になる。重い体で街に被害を与え、さらに労働環境にたまったマイナスエネルギーを吸収し60万トン以上の重さとなり、サラリーマンにのしかかり苦しめる。しかしマツクマ博士が開発した対会獣打球型軽量化爆弾（通称ゴルフボール）が全国から招集されたストレスをため込んだ労働者たち（打ちっぱなし部隊）により打ち込まれ、波状攻撃で重さが減少すると風船になって空の彼方に飛んでいき退治される。

ロボット会人 ニセ・サラリーマン
第8話に登場。サラリーマンと同等の力を持つロボット超人。疲れないので24時間働ける。地球での度重なる残業で疲労が蓄積したサラリーマンを打ち負かす。サラリーマン上司に「もう働かなくていい」と言われたサラリーマンから仕事を任され、偽物が本物となり、24時間働けることから労働者たちに歓迎される。

亡念会獣 ブレイゴン
正月特別新篇に登場。宇宙にある会獣の酒場を取り仕切る亡霊会獣たちの親玉。大晦日に会獣忘年会に招いたサラリーマンが油断したところを会獣軍団と攻撃を仕掛ける。様子を見ていた宇宙パトロール中のRKBのヒロイン隊員から「亡霊と戦っても無駄で一次会で切り上げる」よう助言を受けたサラリーマンが年の瀬バリヤーで全身を覆い、待ち構えた昭和99年の初日の出で亡霊会獣たちが焼き尽くされたところを、最後はストライキ光線で退治される。

### 会獣・会人・星人（S2）
黒翼会獣 カエラス
第1話に登場。目がちばしって、帰りたいのに帰れない。街を破壊していたところをRKBの航空戦闘機からミサイル攻撃を受けるが、自らの羽を飛ばして航空戦闘機を撃墜する。ヤマダがそこに駆け付け、変身の許可をサラリーマンの上司たち（課長、部長）から得るのに1時間かかってやっと現れたサラリーマンのメイショット、ストライキ光線によって退治される。

古代会獣 ハンゴン
第2話に登場。古代インカン文明の発掘調査の現場から出現する。長い年月をかけダイヤモンドの1万倍の硬度を持つ石頭になっている。RKB極東基地に迫ったところをサラリーマンからハグルマ光輪で攻撃を受け交戦し、サラリーマンの体に判を押し追い詰める。しかしそこに駆け付けたコジローのフリーランスで硬い（固い）頭を崩され、サラリーマンのストライキ光線に敗れ去る。

騒音会獣 スピーガー
第3話に登場。1000デシベルを超える猛烈な鳴き声で街を襲い、悪口をひろめる。人々の負の感情を受信、拡散し、日本中の労働者を疑心暗鬼に陥れ、サラリーマンにも陰口を拡散し罵詈雑言で心を追い詰める。しかし会社犬オフコースが持参したプラズマ式マイナスエネルギー反転装置「社内カウンセラー」をコジローに照射されたサラリーマンがネガティブな発言をポジティブに言い換えられ立ち直り、最後はストライキ光線で退治される。

電波会獣 ヤメルモン
第4・8話に登場。モーヤダ波をだし、なにもかもやめさせてしまう。会社を辞める者が急増する騒ぎが起こり、退職者が円状に分布していると突き止めたRKBが円の中心にある建物に駆けつけ、謎の男とともに発見される。モーヤダ波によりRKBの隊員たちを退職させ、巨大化する。退職経験者のヤマダはヤメルモンを否定できなかったが、「辞める側も辞められる側もどちらも救いたい」とサラリーマンに説得され変身し対決する。一次はモーヤダ波を直撃させサラリーマンを退職願を書かせるところまで追い詰めるが、残業ランプの点灯で賃金への執着から退職を踏みとどまったサラリーマンにサラリーバリヤーでモーヤダ波を跳ね返され、会獣を辞め退治される。第8話ではサラリーマンジンジにカイ光線で解雇され地球に落下したサラリーマンのもとに現れ、彼を応援する。

爆弾会獣 ハラストロン
第5話に登場。全身が爆弾でできており、すぐうったえる。街に現れるが攻撃を受けると爆発することからRKB本部は放置することを決定する。コジローに促され変身したサラリーマンと交戦するが、権利を振りかざし苦戦を強いらせる。コジローのバイクに同乗した会社犬オフコースによる「さしすせそ構文」（さすが・しびれる・すばらしい）で褒め殺しにされると心を開き始め、事態が解決に向かうと思われたが、オフコースが口にした「頑張りたまえ」の言葉が気に触れ大爆発を起こす。

知的宇宙人 ウサンク星人カブレラ
第6話に登場。カタカナに似た宇宙語を話し、りそうを押しつける。地球の労働環境を改善するとしてRKBの企業買収を提案する。残業がなくなるなど労働者にとって良い面もあったが、真の目的が人員を削減し、RKBを乗っ取る計画だったと居酒屋でヤマダに明かす。会社の私物化を許さないサラリーマンと対峙すると、雇ったコジローを仕向けるが、ヒロイン隊員から低賃金の偽装フリーランス契約と教えられたコジローに反旗を翻され、殴られる。コジローはサラリーマンにトドメをさすよう促すが、酔っぱらってストライキ光線が不発に終わると、負けを認めず全ての契約を破棄すると言い残しウサンク星へ撤退する。

暴君会獣 ヤツアタルンガ
第7話に登場。巨大なカプセルから現れた八首の会獣。8つの首で暴れ、感情のコントロールができない。街で暴れることで溜め込んだ熱を発散し、サラリーマンを攻撃し続け格好の餌食とする。だが、ピンチに現れたサラリーマン上司から「無理をしてはいけない」と告げられ、助けにきた体裁だけ作りプロレタリア星に引き返す姿に絶望したサラリーマンが1人で立ち向かう覚悟を決め、ネクタイ型の巨大剣タイ・ブレードで首を切り落とされ退治される。

## キャスト
特記なき場合はS1、S2共通で、公式YouTubeチャンネルのクレジットが出典。

### レギュラー
- サラリーマン - 冨士原圭希[1][2]
- 隊長 - 田畑竜介（RKBアナウンス部 副部長）[1][2]
- 熱血隊員 - 服部義夫（RKBアナウンス部 部長）[1]（S1）
- 熱血隊員（2代目） - 櫻井浩二（RKBアナウンス部 部長）[2]（S2）
- ひょうきん隊員 - 坂田周大（RKBアナウンス部 専任部長）[1][2]
- ヒロイン隊員 - 別府あゆみ[1][2]
- 一匹狼のコジロー - 関智一[1][2]
- マイホーム妻 - 菊地美香[1][2]
- ローン夫（S1） / ホケン夫（S2） - 吉田友一[1][2]
- オペレーター - たなかえり[1][2][注 7]
- 逃げ惑う人 - 広瀬仁美[1][2][注 7]
- ヤマダ - 杉田智和[2]（S2・S3）
- ユメコ - 花澤香菜（S3）
- ヨーコ - 早見沙織[2]（S2・S3）
- シゲル - 潘めぐみ[2]（S2）
- ウザクセイジ - 子安武人（S3）
- タナカ - 鬼頭明里（S3）
- サボロー - 鈴村健一（S3）
- 会社犬オフコース - 大塚明夫[2]（S2・S3）
- 会獣 - 野沢雅子[2][注 8]（S2・S3）
- ナレーター - 茅野正昌[1][2]（RKB シニアエキスパート）

### ゲスト（S1）
- アナウンサー - 安田瑞代[注 9][30]（RKB取締役）（1）
- 巻貝会獣 サザエデス - 武田早絵 （RKBアナウンサー）[注 9][31]（3）
- 社長 - 佐藤泉（RKB社長）(4・6・7)
- イエスマン - 山口たかし (4・6・7)
- 市民・幼稚園教諭・ドロンOL - 広瀬仁美 (4 - 8)
- カメラ女子 - たなかえり (4 - 8)
- 御社弊社A - 福島暢啓[注 9][32]（MBSアナウンサー）（4）
- 御社弊社B - 冨士原圭希[注 9]（4）
- サラリーマンケイリ - 納谷八朗（5）
- よいこA - たなかえり（6）
- よいこB - 菊地美香（6）
- よいこC - 別府あゆみ（6）
- よいこD - 冨士原圭希（6）
- マツクマ博士 - 松隈ケンタ（6 - 8）
- リフ人 - 関智一（6）
- ギガトン会獣 ストレスドン - 武田早絵[注 9][31]（RKBアナウンサー）（7）
- 打ちっぱなし部隊 課長 - 関智一（7）
- 打ちっぱなし部隊 部長 - 栗田善太郎（7）
- 疲れた男 / 平社員 - 庄野﨑謙（7・8）
- ニセ・サラリーマン - 栗田善太郎（8）
- サラリーマン上司 - 関智一（8）
- 種蒔く男 - 岡崎徹[1]（8）

### ゲスト（S2）
- 社長 - 佐藤泉（RKB社長）(1・3・5)
- 秘書 - 山口たかし (1・3・5)
- カメラ女子 - たなかえり[2] (1)
- 黒翼会獣 カエラス - 野沢雅子[2]（1）
- こども - 野沢雅子[注 9]（1）
- 古代会獣 ハンゴン - 野沢雅子[2]（2）
- 現場監督 - 宮岡朋治（2）
- 騒音会獣 スピーガー - 野沢雅子[2]（3）
- 人々A - 関智一（3）
- 人々B - 潘めぐみ（3）
- 人々C - 子安武人[注 9]（3）
- 店員A - 田中みずき（RKBアナウンサー）（3）
- 店員B - 武田早絵（RKBアナウンサー）（3）
- 電波会獣 ヤメルモン - 野沢雅子[2]（4）
- 謎の男 - 関智一（4）
- 部長 - 松隈ケンタ（4）
- 新人たち - 蝶、りんか、まりか、あやか（GBB）[33]（4）
- 爆弾会獣 ハラストロン - 野沢雅子[2]（5）
- 演説家 - 庄野﨑謙[注 10]（5）
- 知的宇宙人ウサンク星人カブレラ - 子安武人[2]（6）
- 居酒屋店主 - 野沢雅子[2]（6）
- プロフェッサーH - 藤岡弘、[2]（7・8）
- サラリーマン上司 - 関智一（7）
- よいこA - 野沢雅子（7）
- よいこB - 菊地美香（7）
- よいこC - 別府あゆみ（7）
- 暴君会獣 ヤツアタルンガ - 野沢雅子[2]（7）
- アナウンサー - 安田瑞代[注 9]（RKB取締役）（8）
- 種蒔く男 - 岡崎徹[2]（8）
- サラリーマンの母 - 潘恵子[2]（8）
- サラリーマンジンジ - 池田秀一[2]（8）

## スタッフ
特記なき場合はS1、S2共通で、公式YouTubeチャンネルのクレジットが出典。
- 企画・脚本・演出 - 冨士原圭希
- 音楽 - 松隈ケンタ
- 編集 - 冨士原圭希、金山宏美
- アドバイザー - 別府あゆみ
- 美術 - 小田啓典
- 特殊効果 - 脇田純子
- 動画編集 - 庄野﨑隆宏（S2：2 - 5・7・8）、冨士原圭希（S2：2 - 5・7・8）
- 録音 - ヤツダ アキフミ（S2：5 - 8）
- 百貨店資料提供 - 寺坂直毅（S2：3）
- 宣伝協力 - 寺井到（S2：8）
- 協力 - 徹交会（会長・村枝賢一、代表幹事・権藤昌二）（S1：8・S2：8）

## 音楽

### 主題歌
変身!!サラリーマン
冨士原圭希 マツクマ博士とサラリーマン児童合唱団によるS1の主題歌。作詞は冨士原と松隈ケンタ、作曲は松隈。S1・S2のオープニングに用いられた。
帰りたいサラリーマン
冨士原圭希によるS2の主題歌。作詞は冨士原、作曲は松隈ケンタ。インストバージョンのイントロ部分がキャストインタビューの冒頭に、歌唱付きのフルバージョンが公式YouTubeチャンネルのS2第8話（最終話）のエンディングに用いられた。
変身!!サラリーマンBLACK
S3の主題歌。作曲は松隈。

### エンディングテーマ
サラリーマン子守歌
別府あゆみによるエンディングテーマ。ラジオ放送のエンディングに用いられた。

### 挿入歌
サビザン
冨士原圭希とマツクマ博士による挿入歌。作詞と作曲は松隈ケンタ。

## 放送日程
| 話数  | サブタイトル                                                      | 登場する会獣・会人・星人                    | 初放送日        |
| ----- | ----------------------------------------------------------------- | ------------------------------------------- | --------------- |
| 第1話 | サラリーマン誕生                                                  | -                                           | 2023年 08月22日 |
| 第2話 | 巻かれた男 －尻尾会獣ロングテール登場－                           | 尻尾会獣ロングテール                        | 08月29日        |
| 第3話 | 日曜より永遠に －巻貝会獣サザエデス 異次元人リフ人登場－          | 巻貝会獣サザエデス、異次元人リフ人          | 09月05日        |
| 第4話 | 消された本音 －二面会獣オベッカ―登場－                            | 二面会獣オベッカ―                           | 09月12日        |
| 第5話 | 不況が来た －兄弟会獣ダカエン・ヤスエン登場－                     | 兄弟会獣ダカエン、兄弟会獣ヤスエン          | 09月19日        |
| 第6話 | 見通しなき行進 －不透明会獣ショウライ・異次元人リフ人（再）登場－ | 不透明会獣 ショウライ、異次元人リフ人（再） | 09月26日        |
| 第7話 | 史上最大の作戦 －ギガトン会獣ストレスドン登場－                   | ギガトン会獣ストレスドン                    | 10月03日        |
| 第8話 | さらばサラリーマン －ロボット会人ニセ・サラリーマン－             | ロボット会人ニセ・サラリーマン              | 10月10日        |

| 話数         | サブタイトル                                               | 登場する会獣・会人・星人                              | 初放送日        |
| ------------ | ---------------------------------------------------------- | ----------------------------------------------------- | --------------- |
| 正月特別新篇 | あけましてサラリーマン －亡念会獣ブレイゴン 会獣軍団登場－ | 亡念会獣 ブレイゴン、本編 第2 - 7話の登場会獣（亡霊） | 2024年 01月02日 |

| 話数  | サブタイトル                                                                 | 登場する会獣・会人・星人        | 初放送日        |
| ----- | ---------------------------------------------------------------------------- | ------------------------------- | --------------- |
| 第1話 | 人間サラリーマン －黒翼会獣カエラス登場－                                    | 黒翼会獣 カエラス               | 2024年 08月24日 |
| 第2話 | 止まった時間 －古代会獣ハンゴン登場－                                        | 古代会獣 ハンゴン               | 08月31日        |
| 第3話 | 悪魔の証明 －騒音会獣スピーガー登場－                                        | 騒音会獣 スピーガー             | 09月07日        |
| 第4話 | 死斗!!モーレツ対モーヤダ －電波会獣ヤメルモン登場－                          | 電波会獣 ヤメルモン             | 09月14日        |
| 第5話 | 大爆発SOS! －爆弾会獣ハラストロン登場－                                      | 爆弾会獣 ハラストロン           | 09月21日        |
| 第6話 | 会社買います －知的宇宙人ウサンク星人登場－                                  | 知的宇宙人 ウサンク星人カブレラ | 09月28日        |
| 第7話 | 明日を選べ －暴君会獣ヤツアタルンガ登場－                                    | 暴君会獣 ヤツアタルンガ         | 10月05日        |
| 第8話 | 太陽のない星 －サラリーマンジンジ、サラリーマンの母 電波会獣ヤメルモン登場－ | 電波会獣ヤメルモン              | 10月12日        |

## ネット配信・Podcast
| 配信開始月 | 配信サイト     | 備考 |
| ---------- | -------------- | --- |
| 2023年8月  | YouTube        | 新RKBラジオ公式YouTube。 第1話 - 第2話：初放送日の23時から配信。 第3話 - 最終話：初放送日の翌日19時から配信。 |
| 2023年8月  | ラジオクラウド | 配信開始日時は公式YouTubeに準じる。                                                                           |
| 2023年8月  | Amazon Music   | 配信開始日時は公式YouTubeに準じる。                                                                           |
| 2023年8月  | Apple Podcast  | 配信開始日時は公式YouTubeに準じる。                                                                           |
| 2023年8月  | Spotify        | 配信開始日時は公式YouTubeに準じる。                                                                           |
| 2023年8月  | radiko         | 配信開始日時は公式YouTubeに準じる。                                                                           |

| 配信開始月 | 配信サイト     | 備考                                                |
| ---------- | -------------- | --------------------------------------------------- |
| 2024年8月  | YouTube        | 公式YouTubeチャンネル。 初放送日の7時30分から配信。 |
| 2024年8月  | ラジオクラウド | 配信開始日時は公式YouTubeに準じる。                 |
| 2024年8月  | Amazon Music   | 配信開始日時は公式YouTubeに準じる。                 |
| 2024年8月  | Apple Podcast  | 配信開始日時は公式YouTubeに準じる。                 |
| 2024年8月  | Spotify        | 配信開始日時は公式YouTubeに準じる。                 |
| 2024年8月  | radiko         | 配信開始日時は公式YouTubeに準じる。                 |

| 配信開始月        | 配信サイト     | 備考                                                      |
| ----------------- | -------------- | --------------------------------------------------------- |
| 2025年8月（予定） | YouTube        | 公式YouTubeチャンネル。 初放送日の翌日18時から配信。      |
| 2025年8月（予定） | ラジオクラウド | 配信開始日時は初放送日時に準じる。 （日曜日23時配信開始） |
| 2025年8月（予定） | Amazon Music   | 配信開始日時は初放送日時に準じる。 （日曜日23時配信開始） |
| 2025年8月（予定） | Apple Podcast  | 配信開始日時は初放送日時に準じる。 （日曜日23時配信開始） |
| 2025年8月（予定） | Spotify        | 配信開始日時は初放送日時に準じる。 （日曜日23時配信開始） |
| 2025年8月（予定） | radiko         | 配信開始日時は初放送日時に準じる。 （日曜日23時配信開始） |

## 他局でのラジオ放送
以下のように、制作局であるRKB毎日放送（放送対象地域：福岡）以外のラジオ局において本作が放送されている。
| 放送対象地域 | 放送局                 | 放送時間          | 開始日                     | 備考                                                     |
| ------------ | ---------------------- | ----------------- | -------------------------- | -------------------------------------------------------- |
| 東京都       | NHK-FM 東京（JOAK-FM） | 日曜 8:50 - 11:50 | 2024年12月29日             | 「ザ・ベストラジオ 2024」内にてS1・第1話 - 第2話を放送。 |
| 近畿広域圏   | 朝日放送ラジオ（ABC）  | 月曜 1:00 - 2:00  | 2024年12月30日（29日深夜） | S1総集編（全8話）を放送。                                |

## 作品の評価

### 受賞
第61回 ギャラクシー賞において、「サラリーマンあるあるの悲哀や笑いを特撮ヒーローの世界観でコミカルに表現した」ことなどが評価された。
第50回放送文化基金賞において、「ラジオと特撮ものという矛盾を融合させたこと、パロディであることによって、複雑な問題を避けずに取り上げ単純化したこと」などが評価された。
2024年 日本民間放送連盟賞において、「昨今話題のネタが会獣の名前に上手に織り込まれており、楽しく切なく心に響く。展開はクオリティが高く、機知に富んでいて素晴らしい」などと評価された。

#### 受賞一覧
S1
- 第61回 ギャラクシー賞
  - ラジオ部門優秀賞

- 第50回放送文化基金賞
  - ラジオ部門優秀賞

- 2024年 日本民間放送連盟賞
  - ラジオエンターテインメント優秀

## 空想労働シリーズ
空想労働シリーズ サラリーマン（第1弾）、帰りたいサラリーマン（第3弾）の位置づけで、S1・S2の第8話（最終話）エンディング部分で、次週から「始まらない」新番組として「ご期待だけ下さい」と予告されている。
改革人間ジターン
S1第8話の終了時に紹介された空想労働シリーズ第2弾。
会議大作戦
S2第8話の終了時に紹介された空想労働シリーズ第4弾。

## 実写化
第1期放送中の2023年9月29日にYouTuberグループ・フィルムエストとのコラボで、RKBのライブラリに残されていた52年前（1971年）のパイロット・フィルム（新番組の予告）という体裁で、出演：冨士原圭希、別府あゆみ、ナレーション：福島暢啓（MBSアナウンサー）による動画がYouTubeで公開された。登場するサラリーマンのスーツは、第1期終了後も後述のイベントやコラボレーション企画などでも使用されている。
2025年3月30日の6時45分から振付稼業air:manが振付を担当した『空想労働シリーズ サラリーマン』の主題歌ミュージックビデオが「JNNニュース」の天気予報のフィラー映像として放送され、同年3月31日には公式YouTubeチャンネルでも配信された。

## コミカライズ
第2期放送中の2024年9月30日に漫画家の村枝賢一により「帰りたいサラリーマン」第1話を翻案しコミカライズされることが公式Xで発表された。第1期第8話で種蒔く男役で 岡崎徹が出演した際、冨士原が岡崎のファンクラブ「徹交会」の会長を務める村枝と知己を得たことから、協力を求めコミカライズが実現している。

## イベント・コラボ
サラリーマントークショー
2023年10月14日にRKBのイベント「RKBカラフルフェス2023」において、企画、脚本、演出の冨士原をMCにゲストの音楽プロデューサー松隈ケンタ、アドバイザーを務めた 別府あゆみの3名が登壇した制作秘話を語るトークイベントが開催された。また、同イベントではサラリーマンと1970年代の同時期に放送されていた（という体裁の）アイアンキングとのコラボで、1日数回、RKB放送会館ロビーで「サラリーマン対アイアンキング」と題する写真撮影会も14日・15日の2日間開催された。
2024年10月13日にRKBのイベント「RKBカラフルフェス2024」において、冨士原をMCにゲストの別府、コジローを演じた関智一が登壇し、2回目となるトークイベントが開催された。トークイベント内では、関と別府による朗読劇『一匹狼のコジロー』の上演や、ゲストサイン会も実施され、上記の漫画をはじめとするお面、アクスタ、ステッカーなどの公式グッズも販売された。また、同イベントでは1日2回、RKB放送会館ロビーでジオラマを背景にサラリーマンと特撮体験できる写真撮影会が12日・13日の2日間開催された。
ポップアップストア
2023年12月30日 - 2024年1月29日に蔦屋書店イオンモール筑紫野にて、「サラリーマン大販売会」と題して期間限定でサラリーマン公式グッズの販売が行われた。販売会ではイラストレーター金子大輝によるサラリーマンのイラストを用いた2024年カレンダーや、Tシャツ・缶バッジ・ポストカードなどが販売され、1月27日にはS1第8話で種蒔く男を演じた岡崎徹を招き、サイン&撮影会が催された。
2024年12月28日に「六本松蔦屋書店」にて、「出向!サラリーマン 六本松蔦屋書店 1日店長」と題して期間限定でサラリーマン公式グッズの販売が行われた。販売会ではイラストレータ金子大輝によるサラリーマンのイラストを用いた2025年カレンダーなどのグッズが販売され、コミカライズを担当した村枝賢一を招き、サイン&トークショーが催された。イベント終了後には書店内に併設された「住吉酒販六本松」の角打ちで、「サラリーマン忘年会」と称しサラリーマンの限定コラボラベル付きの酒が提供された。
JR博多駅とのコラボレーション企画
2024年2月5日から博多駅で日々通勤する会社員に向け、「エスカレーター両側立ち」を啓発するポスター「通勤宇宙人マナー図鑑」が制作された。「分身宇宙人アルカ星人」という宇宙人がエスカレーターの片側を占拠しサラリーマンが転ばされるという内容のポスターで、在来線エスカレーターや待合室などに掲示された。2月14日にはイベント「フラワーバレンタイン」にて、中央改札口コンコースでサラリーマン（スーツアクター）とJR九州博多駅長により花が販売された。
バカチンガーとのコラボ
2024年2月16日にRKB毎日放送、九州朝日放送（KBC）、テレビ西日本（TNC）、福岡放送（FBS）、TVQ九州放送の在福民放テレビ5局で「ライバル局に潜入する」という共通のテーマでコラボ企画を実施、YouTubeで動画が同時配信され、RKBのサラリーマンとFBSのご当地ヒーロー「バカチンガー」との共演が実現した。
アイアンキングとのコラボ
2024年3月29日から福岡地区水道企業団50周年記念の名誉応援隊長を務めるアイアンキングとサラリーマンとのコラボシールが発売された。
名刺交換会
2024年5月4日に「博多どんたく港まつり」（2日目）の「お祭り本舞台」がある福岡市役所ふれあい広場にサラリーマンが出勤、ステージ後、RKBラジオブース付近にて写真撮影会を兼ねた名刺交換会が開催され、トレーディングオメイシ（全9種）が配られた。
2025年5月3日に「博多どんたく港まつり」福岡市役所前にサラリーマンが出勤し、同イベントにて2度目となる名刺交換会が開催された。翌日の4日にもマンガ・アクスタ・お面などが同イベントにて販売された。
ドゲンジャーズとのコラボ
2024年12月8日にシーサイドももちアイススケーティングパークにて開催された「クリスマスアドベント」で、九州朝日放送（KBC）の特撮ヒーロー・ドゲンジャーズのショーにてコラボ企画を実施、ドゲンジャーズとの共演が実現した。
ワンダーフェスティバルへの出展
2025年2月9日に幕張メッセ国際展示場にて開催された「ワンダーフェスティバル2025冬」の企業ブースにて、サラリーマン公式グッズの販売が行われた。企業ブースでは1日4回、サラリーマンが日曜出勤し、商談と称する写真撮影会を兼ねた名刺交換会が開催された。
2025年7月27日に幕張メッセ国際展示場にて開催された「ワンダーフェスティバル2025夏」の企業ブースにて、関智一が造形を担当したサラリーマンのソフビなどのサラリーマン公式グッズが販売され、ソフビの事前予約者、当日購入者（整理券配布）にはサイン入りソフビのお渡し会&写真撮影会が行われた。また、同イベントの公式ステージでは14時から『関智一・冨士原圭希の変身ラジオ in ワンフェス〜企業戦士よ、ソフビをつくれ〜』と題する冨士原をMCに関と特撮愛、造形愛を語るトークショーが行われた。ショーの終盤で、15時からトークショーを行うタローマンとのコラボも実現した。トークショーの様子は2025年8月3日放送の『関智一・冨士原圭希の変身ラジオ』内で「変身ラジオ幕張出張版」として公開された。
九州コミティアへの出展
2025年3月2日に西日本総合展示場新館にて開催された同人誌即売会「九州コミティア9」で村枝賢一によるサラリーマンのコミックスの販売が行われた。販売ブースでは1日2回、サラリーマンが日曜出勤し、写真撮影会を兼ねた名刺交換会が開催された。